# Inondations de 2024 en Europe centrale
 (octobre 2024).
Tempête Boris
Pour les articles homonymes, voir Boris.
Les inondations de 2024 en Europe centrale ont lieu à partir du 14 septembre 2024 et sont la conséquence des fortes pluies au passage de la tempête Boris sur une partie du continent européen. Elles touchent tout d'abord l'Autriche et la Tchéquie, puis le sud de la Pologne, la Roumanie et la Slovaquie, puis s'étendent à l'Allemagne, à la Hongrie et à l'Italie. Elles causent la mort d'au moins 29 personnes.

## Prévisions
Les inondations sont causées par une dépression, appelée Boris, stationnée au-dessus de l'Europe centrale, alimentée par une masse d'air froid en altitude. Elle reste statique en raison d'un double anticyclone au-dessus de la France et de la Russie. La dépression se couple à une goutte froide remontant de la mer Méditerranée, qui augmente la quantité d'eau précipitable. 
Le terme de « cyclone » est utilisé à tort pour décrire les événements, en effet les cyclones ne peuvent se produire que « dans les régions tropicales ou subtropicales ». En fait, la structure de Boris est celle de dépression frontale avec un cœur froid et non convective à noyau chaud.
Plusieurs jours avant les événements, les météorologistes alertent sur l'ampleur du phénomène à venir, avec des intempéries massives. Selon Serge Zaka, « Tous les éléments convergent vers une catastrophe météorologique majeure ». 
En République tchèque et dans le sud de la Pologne, les premiers modèles météorologiques prévisionnels indiquent la possibilité d'une inondation millénaire, avec jusqu'à 500 mm de précipitations. Des précipitations comparables à celles vécues lors des inondations de 1997 sont alors attendues, en particulier en Moravie, déjà touchée 27 ans plus tôt. Elles pourraient également être pires que les inondations européennes de 2013.
Dans la région alpine, l'événement météorologique entraîne un début d'hiver extraordinairement précoce.

## En Autriche
En Autriche, la tempête Boris fait un mort, un pompier. Elle provoque des vents forts, jusqu'à 146 km/h, et un cumul de précipitations important. Le nord du pays reçoit jusqu'à 170 mm de pluie. Dans le Tyrol et en Styrie, d'importantes chutes de neige ont lieu, quelques jours seulement après des températures de plus de 30 °C. 
Une partie du parc du château de Schönbrunn est fermée au public et les secours réalisent plusieurs interventions dans la ville de Vienne, pour évacuer l'eau ou les débris charriés par les inondations. Le 14 septembre, Karl Nehammer prévient que « le pic n’est pas encore atteint ». Le 15 septembre, le trafic ferroviaire est mis à l'arrêt dans une partie du pays et une ligne du métro de Vienne est fermée.
Au 16 septembre, au moins trois personnes sont mortes dans le pays.

## En Pologne

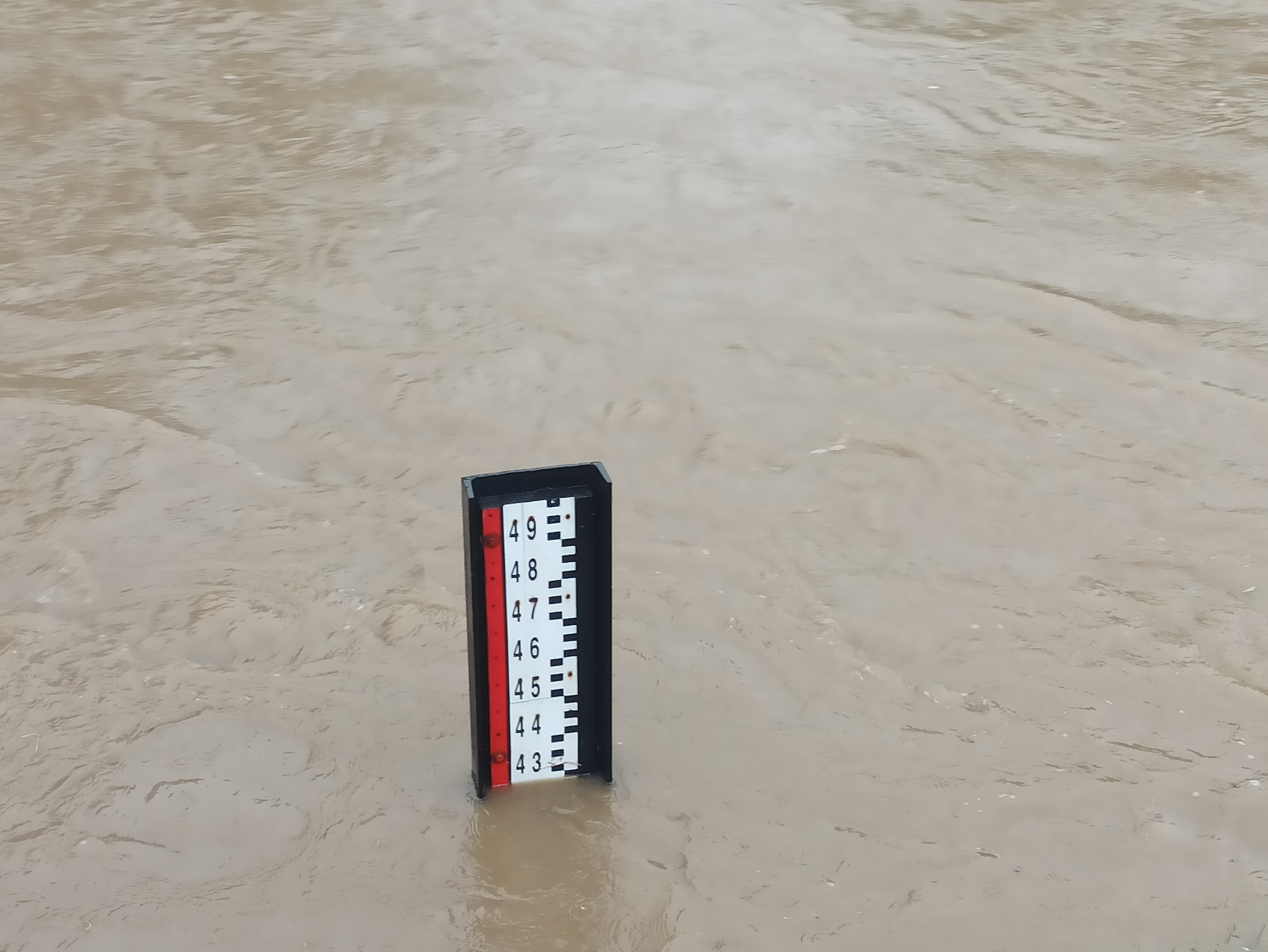
Une jauge de niveau sur la rivière Prudnik, en Pologne.

La tempête Boris fait au moins un mort en Pologne ; une personne est retrouvée noyée près de Kłodzko. Les inondations touchent principalement le sud-ouest de la Pologne. La frontière avec la Tchéquie est fermée au niveau de Gołkowice, en raison du débordement d'une rivière. Une voie ferrée et plusieurs routes sont fermées en raison des fortes pluies, entre Prudnik et Nysa. La ville d'Opawa est partiellement évacuée face à la montée des eaux.
L'Ukraine propose son aide à la Pologne et envoie « une centaine de sauveteurs équipés de matériel spécialisé pour lutter contre les inondations », selon Donald Tusk.
Au 16 septembre, cinq personnes ont été tuées en Pologne, alors que le niveau de l'eau amorce une baisse dans certaines régions.

## En Roumanie
La tempête Boris fait au moins quatre morts en Roumanie, dans la région de Galați,. Cinq mille habitations sont sinistrées. Les services de secours sont déployés dans 19 communes, notamment à Pechea et Slobozia Conachi où de nombreuses habitations sont inondées. Selon le maire de cette dernière, les inondations constituent une « catastrophe d’une ampleur extraordinaire ».
Deux autres personnes sont retrouvées mortes par la suite dans le pays, portant le total à six victimes. Une personne est toujours portée disparue.

## En Slovaquie
Les autorités de Bratislava déclarent l'état d'urgence dans la ville.

## En Slovénie
En Slovénie, plusieurs villages sont inondés après des pluies torrentielles.

## En Tchéquie

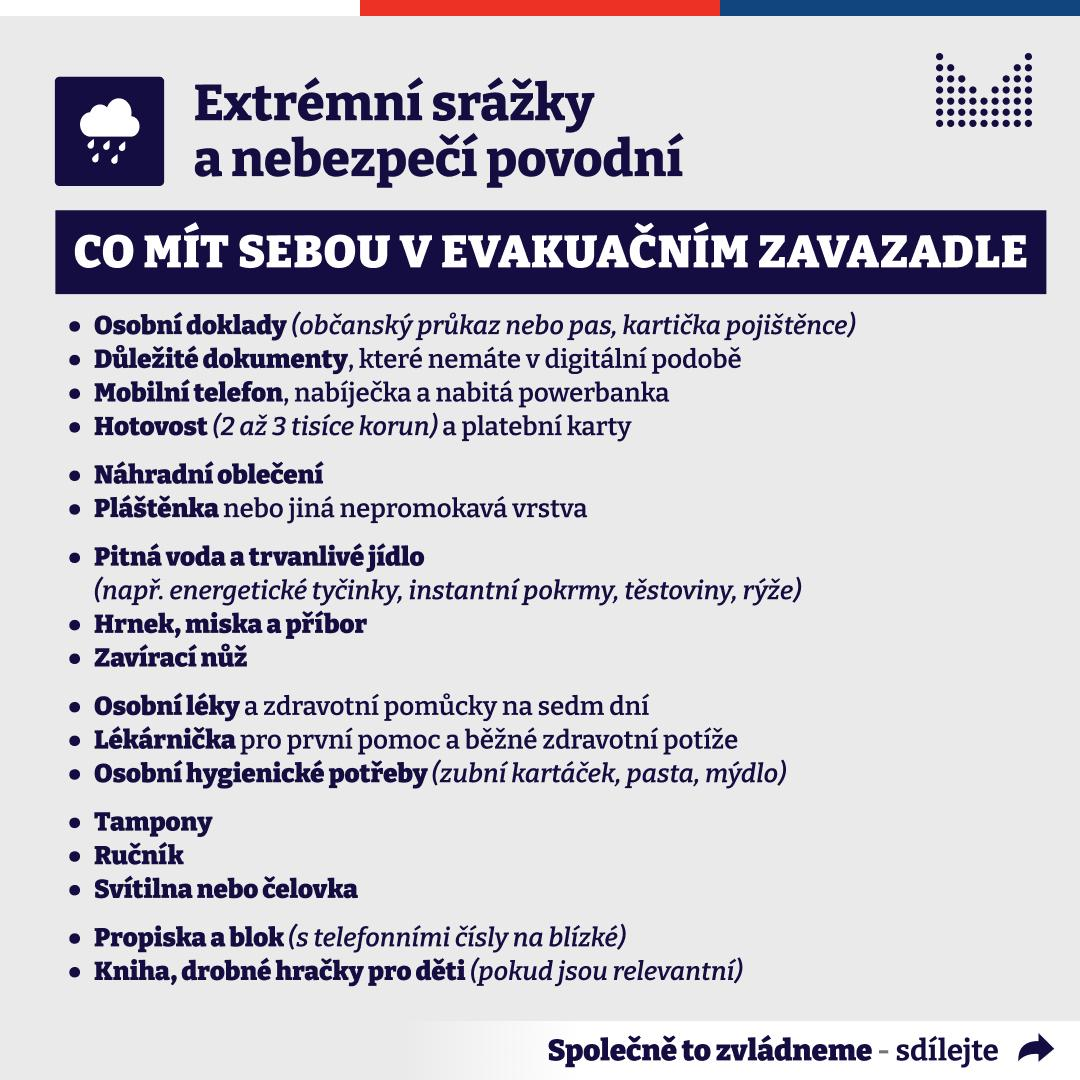
Infographie (en tchèque) du ministère de l'Intérieur tchèque avec des instructions pour préparer ses bagages en cas d'évacuation.

En République tchèque, les inondations provoquent des dégâts : 2 900 incidents sont signalés, dont l'évacuation d'un hôpital à Brno face à la montée des eaux. Cinquante mille personnes sont sans électricité et la région de Moravie déclenche l'état d'urgence. Le ministre de l'Environnement Petr Hladík avertit le 14 septembre que « le sol est maintenant saturé, ce qui signifie que toute l’eau de pluie restera à la surface ».
La disparition de quatre personnes est signalée. Une personne est retrouvée morte.

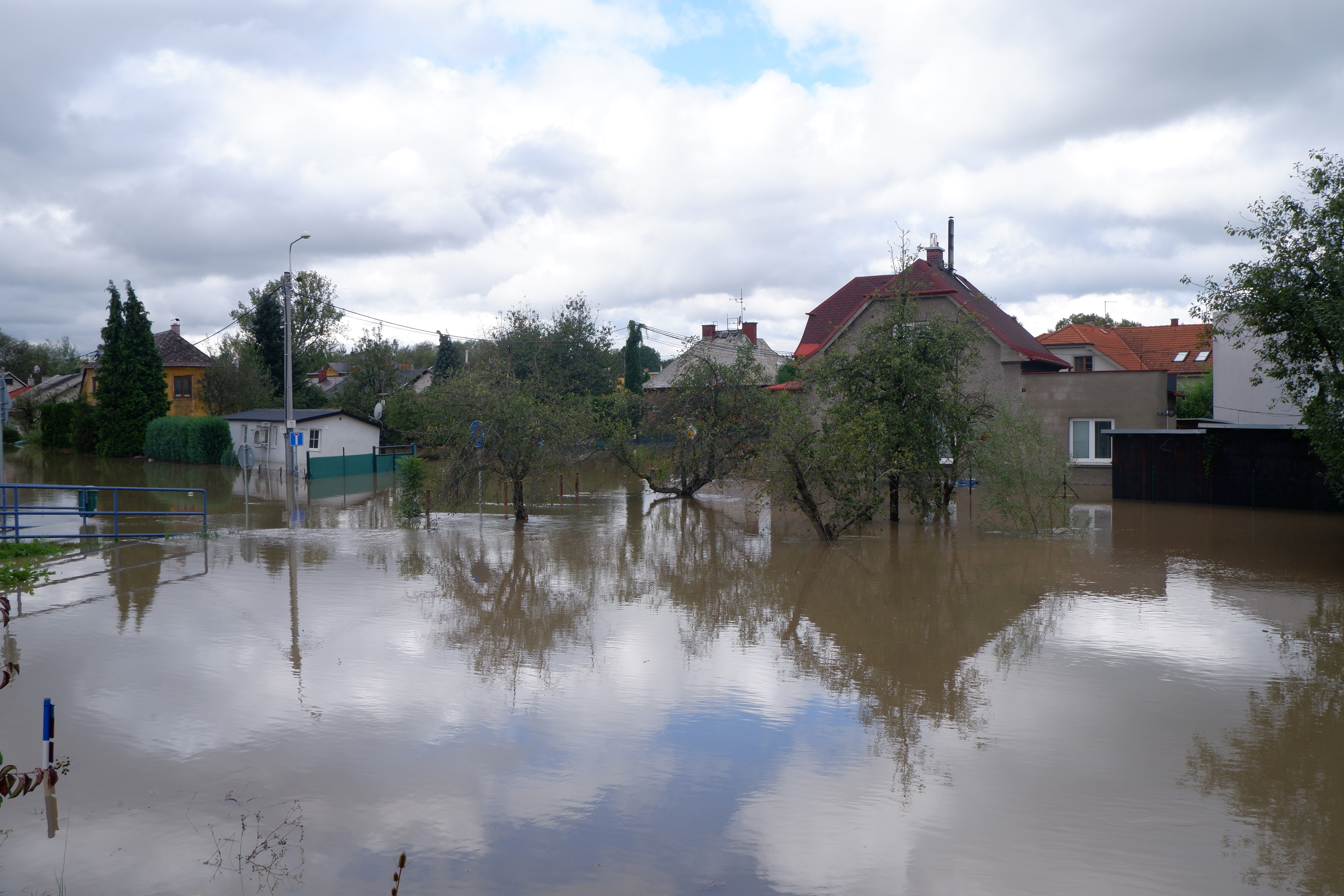
Maisons inondées à Ostrava, en Tchéquie.
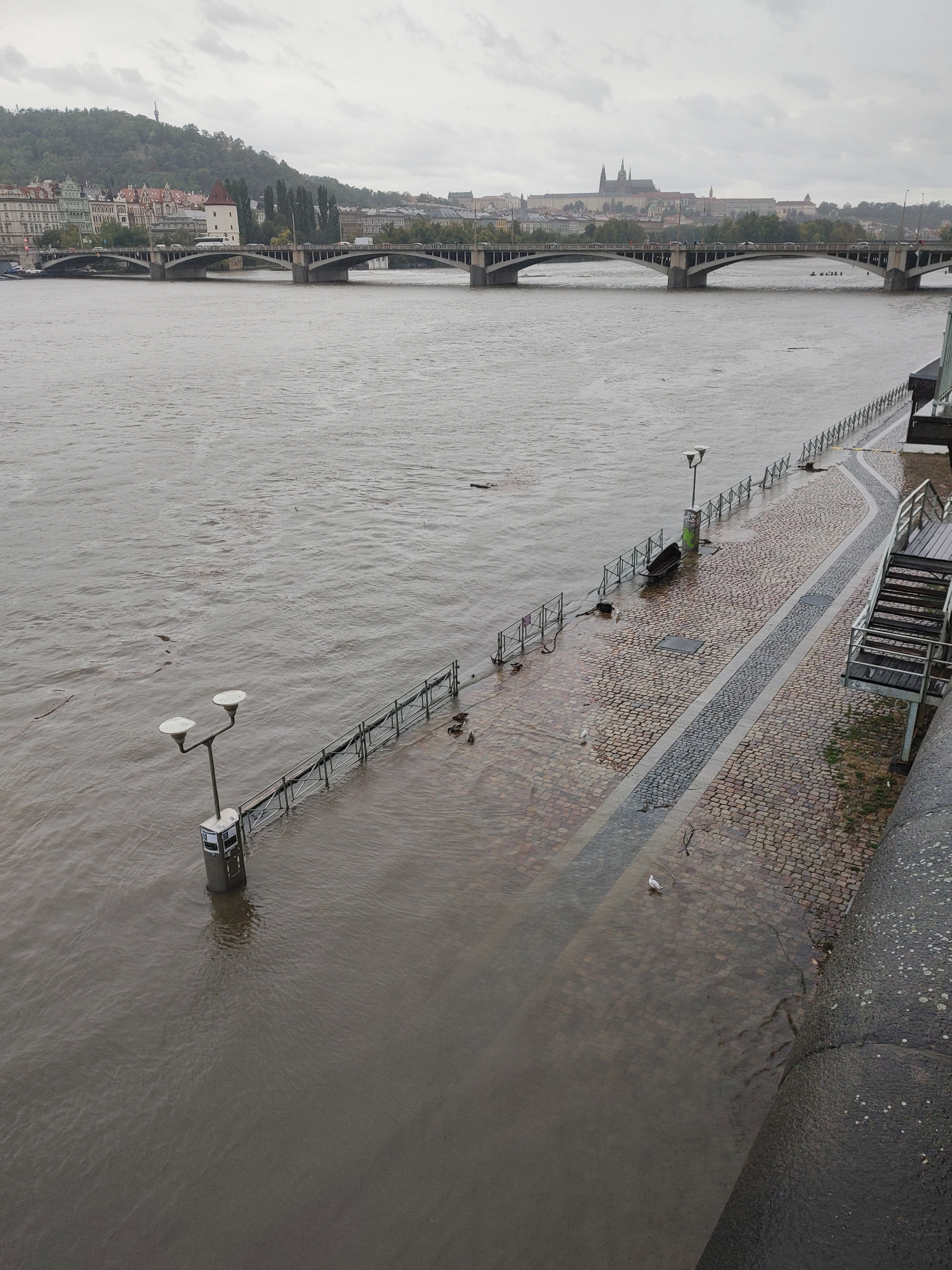
La Moldau en crue à Prague.